# Gleichenella
Gleichenella is een monotypisch geslacht van varens uit de familie Gleicheniaceae.
De enige soort in dit geslacht, Gleichenella pectinata, is afkomstig uit Venezuela.

## Naamgeving
- Synoniem: Dicranopteris sect. Acropterygium (Diels) Underw., Dicranopteris subgen. Acropterygium (Diels) Holttum, Gleichenia sect. Acropterygium Diels

## Kenmerken
Aangezien Gleichenella een monotypisch geslacht is, wordt het volledig beschreven door zijn enige vertegenwoordiger, Gleichenella pectinata.
Geslachten: Dicranopteris · Diplopterygium · Gleichenella · Gleichenia · Microphyllopteris † · Sticherus · Stromatopteris